# ماریا بوروداکوفا
ماریا بوروداکوفا (انگلیسی: Maria Borodakova؛ زادهٔ  مارس ۱۹۸۶) یک بازیکن والیبال اهل روسیه است.